# Zabrze Cove
Die Zabrze Cove (englisch für polnisch Zatoka Zabrza) ist eine kleine Nebenbucht des Ezcurra-Fjords von King George Island im Archipel der Südlichen Shetlandinseln. Sie liegt unterhalb des Urbanek Crag.
Polnische Wissenschaftler benannten sie 1980. Namensgeber ist die MS Zabrze, das Schiff der von 1976 bis 1977 durchgeführten polnischen Antarktisexpedition.